# Neoseiulus gracilis
Neoseiulus gracilis är en spindeldjursart som först beskrevs av Muma 1962.  Neoseiulus gracilis ingår i släktet Neoseiulus och familjen Phytoseiidae. Inga underarter finns listade i Catalogue of Life.